# Antipodactis
Antipodactis Rodríguez, López-González & Daly, 2009, è un genere di celenterati antozoi nella superfamiglia Metridioidea dell'ordine Actiniaria. È l'unico genere della famiglia Antipodactinidae .

## Descrizione
La famiglia Antipodactidae è caratterizzata da un aconzio con p-amastigofori macrobasici; questo tipo di nematocisti non è mai stato segnalato dall'aconzio. Antipodactis è caratterizzato da una colonna con uno scapus e uno scapulus distinti, tentacoli portanti la cuticola sullo scapus, presenza di più mesenteri sia prossimalmente che distalmente, mesenteri sistemati regolarmente, muscolatura del retrattore ristretta e reniforme e p-amastigofori macrobasici nell'aconzio. Le singole specie differiscono nel numero di mesenteri, divaricatori e muscoli parietobasilari, cnidociti e distribuzione geografica.
Le specie del genere Antipodactis sono state attualmente rilevate nelle acque polari profonde, Antipodactis scotiae nel mare di Scotia (Antartide) e Antipodactis awii nel mare di Norvegia (Artico).

## Tassonomia
Il genere Antipodactis  è stato scoperto e descritto per la prima volta nel 2009 e per le sue caratteristiche è stata anche definita una nuova famiglia Antipodactidae.  Successivamente tale famiglia è stata assegnata alla superfamiglia Metridioidea. Sulla base di tale studio, recepito dal World Register of Marine Species (WORMS), il genere risulta composto da due specie:
- Antipodactis awii Rodríguez, López-González & Daly, 2009
- Antipodactis scotiae Rodríguez, López-González & Daly, 2009